# Biblioteca Oriental
La Biblioteca Oriental, fundada en 1875 por los jesuitas de la Universidad de San José en Beirut, Líbano, es una institución de investigación. En 2014, su acervo superaba los 225 000 libros, junto con 250 000 fotografías y una variada colección de documentos sobre arqueología, teología, historia, geografía, filosofía, lingüística, literatura y arte.

## Historia

### Antecedentes históricos
Los primeros jesuitas llegaron a Beirut desde Lyon en 1831 con el objetivo de fundar un colegio y un seminario para formar sacerdotes destinados a servir en una vasta región que abarcaba desde Armenia hasta Egipto. Aunque el proyecto estuvo a punto de abandonarse por el conflicto del Líbano de 1840, que enfrentó a cristianos y drusos en el Monte Líbano, en enero del año siguiente lograron establecer un colegio y una residencia en la ciudad. En 1843, el padre Benoît Planchet adquirió un terreno en Ghazir, a 27 kilómetros al norte de Beirut, donde abrió una escuela primaria. Dos años después, el padre Canuti acogió a los primeros seminaristas de lo que sería el Seminario Oriental. Finalmente, en 1855 se inauguró una escuela secundaria.

### La biblioteca
Fundada en 1875 como la biblioteca de la Universidad de San José de Beirut, la institución incorporó la colección del Seminario de Ghazir. Su acervo creció significativamente gracias al padre Alexandre Bourquenoud, quien además catalogó los hallazgos arqueológicos de la región.
El padre Louis Cheikho, quien dirigió la biblioteca entre 1880 y 1927, la nombró Biblioteca Oriental en 1894 y la enriqueció con obras de destacados orientalistas, además de adquirir manuscritos antiguos. En 1898, fundó la revista católica oriental en árabe al-Machriq (El Levante). En 1906, la Facultad Oriental de la universidad lanzó una segunda publicación, Mélanges de la Faculté Orientale, que más tarde evolucionó en Mélanges de l'Université Saint-Joseph. La biblioteca amplió su colección a través de intercambios internacionales y las contribuciones de orientalistas europeos de la época.
En 1914, al estallar la Primera Guerra Mundial, la Biblioteca Oriental no tenía equivalente en todo Oriente Próximo. Durante el conflicto, las autoridades turcas expulsaron a los jesuitas, lo que generó preocupación por el destino de la colección. Ante esta situación, los cónsules de Alemania, Austria-Hungría y Estados Unidos en Estambul intercedieron directamente ante el gobierno turco para garantizar su protección. La biblioteca sobrevivió prácticamente intacta tanto a los saqueos posteriores a la guerra como a los estragos de la guerra civil libanesa, a pesar de su proximidad a la Línea Verde que dividía las dos facciones enfrentadas en Beirut.
Desde el año 2000, la biblioteca, aún propiedad de los jesuitas, quedó bajo la gestión de la Universidad San José y abrió sus puertas al público.
La explosión del puerto de Beirut en 2020 causó graves daños en las instalaciones de la Biblioteca Oriental, afectando su mobiliario, almacenes y equipo de reproducción. A pesar de la magnitud del desastre, no se reportaron heridos en el recinto, y la colección de objetos raros se salvó «milagrosamente». Para financiar su restauración, cuyo costo se estimó en 500 000 dólares, varias organizaciones, entre ellas la Fundación Aliph (Alianza Internacional para la Protección del Patrimonio en Zonas de Conflicto), la Biblioteca Nacional de Qatar, la UNESCO, el AFAC (Fondo Árabe para las Artes y la Cultura) y Œuvre d'Orient, recaudaron fondos de emergencia. La biblioteca fue reinaugurada el 14 de marzo de 2022.

## Arquitectura
El edificio actual de la Biblioteca Oriental, diseñado en 1937 por el arquitecto francés Rogatien de Cidrac, combina funcionalidad y estética. De Cidrac, antiguo arquitecto jefe del Ministerio de Reconstrucción y Urbanismo de Francia, plasmó en la estructura el estilo del Renacimiento Románico. El edificio cuenta con tres plantas sobre rasante que albergan una sala de lectura, una sala de exposiciones, un anfiteatro, una biblioteca de imágenes y oficinas. En el sótano se encuentran los extensos archivos de la biblioteca, cuidadosamente resguardados.

## Colecciones

### Libros y publicaciones periódicas
La colección de la Biblioteca Oriental se especializa en el Próximo Oriente, abarcando desde su prehistoria hasta la actualidad. Sus disciplinas incluyen arqueología, historia, religiones, estudios islámicos, teología, filosofía, lingüística, literatura y arte. Las colecciones están predominantemente en los principales idiomas europeos, con la mayoría en francés y aproximadamente un tercio en árabe.
La biblioteca cuenta con un total de 225.000 títulos, que incluyen ediciones tempranas de cronistas y viajeros orientales y occidentales, así como obras de poetas e intelectuales árabes. Entre sus fondos, alberga 2000 títulos de colecciones completas y raras de revistas europeas y árabes, incluidas publicaciones casi completas de periódicos y revistas que datan del inicio de la prensa árabe en Beirut y El Cairo, en la segunda mitad del siglo XIX. Además, la biblioteca conserva 3700 manuscritos raros en árabe, cristianos y musulmanes, junto con textos en siríaco, garshuni, latín, griego, turco, persa, armenio, copto y hebreo.

### Archivo de imágenes
La biblioteca alberga 250.000 documentos fotográficos, organizados en varias colecciones. Entre ellas destaca la del Padre Antoine Poidebard, aviador, historiador y arqueólogo pionero en la arqueología aérea, quien inspeccionó los antiguos puertos de Sidón y Tiro y sentó las bases de la arqueología subacuática moderna. También se encuentran 1.500 fotografías donadas por el fondo Williams Douglas Dodd, que abarcan el Cercano Oriente y fueron tomadas en su mayoría entre las dos guerras mundiales. Además, la biblioteca posee 9.000 fotografías sobre las fortificaciones de Oriente y la cuenca mediterránea, provenientes del fondo Jean-Claude Voisin, y una serie de 500 imágenes capturadas por Assadour Pilibossian, que documentan la población armenia en las provincias orientales de Turquía. Otras colecciones incluyen trabajos de Sétian Varoujan, uno de los fotógrafos libaneses más prolíficos de la segunda mitad del siglo XX, y álbumes del franco-italiano Tancrède Dumas, quien operó un estudio en Beirut y trabajó entre 1860 y 1890 para la American Palestine Exploration Society.

### Colección de mapas
La Biblioteca Oriental alberga 2000 mapas geográficos antiguos y raros del Líbano y el Cercano Oriente.

## Anfiteatro Laila Turqui
El anfiteatro de la Biblioteca Oriental fue restaurado e inaugurado el 26 de abril de 2013. En ese evento, el nombre del lugar fue cambiado en honor a la filántropa libanesa y primera ganadora del concurso Miss Líbano, Laila Turqui (de soltera Zoghbi).